# Giotto (sonde spatiale)
Pour les articles homonymes, voir Giotto (homonymie).
Giotto est une mission spatiale de l'Agence spatiale européenne (ESA) dont la sonde a survolé la comète de Halley et la comète Grigg-Skjellerup pour en étudier les caractéristiques. Elle faisait partie d'une flotte de cinq sondes spatiales lancées en 1985 pour survoler la comète de Halley aux côtés de deux sondes soviétiques, Vega 1 et Vega 2, et de deux sondes japonaises, Sakigake et Suisei. Giotto est la première mission d'exploration du système solaire lancée par l'Europe et la première mission à s'approcher d'une comète et à collecter des données détaillées de celle-ci. Malgré les nombreuses incertitudes et risques de la mission, celle-ci est un succès et remplit entièrement ses objectifs. Elle a permis de découvrir que la comète de Halley possède un noyau solide beaucoup plus grand que prévu et qu’elle fait partie des objets les plus sombres du système solaire. L'analyse des matériaux éjectés a mis en évidence une très grande diversité de molécules dont sans doute des composés organiques relevant d'une chimie complexe.

## Contexte
À la suite des missions des sondes spatiales Voyager (lancement en 1977) et Pioneer (1972-1973) qui avaient permis d'étudier les planètes externes (Jupiter, Saturne, Neptune et Uranus), le survol d'une comète et celui de Pluton sont les dernières grandes premières de l'exploration du système solaire qui restent à réaliser. Malgré l'intérêt scientifique pour un type de corps céleste dont on ne savait pas grand-chose, aucune agence spatiale n'a de projet de mission vers cette destination à la fin des années 1970. Le retour prévu en 1986 de la comète de Halley, la plus célèbre des comètes, allait modifier cette situation.

### Le retour de la comète de Halley
La comète de Halley circule sur une orbite qui la fait repasser tous les 75 à 76 ans dans le système solaire interne (dont la Terre). D'une luminosité remarquable (elle est visible à l'œil nu depuis la Terre), elle a été étudiée et reconnue très tôt puisque les premières observations émanant d'une source fiable ont été effectuées en 240 av. J.-C. par les chinois. Le caractère périodique de son orbite a été établi en 1695 par l'astronome anglais Edmund Halley qui a prédit avec succès son retour en 1758. Des observations astronomiques très poussées ont été effectuées durant son passage en 1835 et 1910 et la communauté des astronomes attend beaucoup de son retour en 1986 malgré une position peu favorable de la Terre par rapport à l'orbite de la comète. Halley est une comète de période courte dont l'apogée se situe 30 Unités Astronomiques du Soleil au-delà de l'orbite de Neptune et qui passe au plus près du Soleil à une distance de 0,587 U.A.. Du fait de son orbite très excentrique comme toutes les comètes, sa vitesse au plus près du Soleil est très élevée. Elle circule par ailleurs sur une orbite rétrograde (inverse de celle de la Terre) ce qui accroit sa vitesse relative par rapport à tout engin spatial lancé depuis la Terre. Malgré ces circonstances peu favorables pour une mission spatiale de survol, le passage de 1986 de la comète de Halley attire immédiatement l'intérêt des agences spatiales car sur les 1000 comètes connues est à l'époque, elle est la seule à posséder deux caractéristiques pour motiver une mission spatiale, :
- Une mission spatiale vers une comète nécessite de connaitre parfaitement sa trajectoire ce qui implique qu'elle ait déjà effectué récemment plusieurs passages près du Soleil (périodicité courte).
- Une comète est d'autant plus intéressante sur le plan scientifique qu'elle émet de grandes quantités de gaz et d'eau caractéristiques des comètes ayant effectué peu de passages près du Soleil.

Par ailleurs son importance historique n'est pas un facteur négligeable dans sa sélection.

## Historique du projet

### Premières études
Le retour de la comète de Halley prévu en 1986 commence à susciter des études à l'agence spatiale américaine, la NASA, dès 1967. En 1973, l'agence spatiale européenne en charge des missions scientifiques, l'ESRO, prévoit d'inclure dans son futur programme scientifique une mission vers Halley. La NASA étudie le recours à une immense voile propulsée par les photons du Soleil chargée d'aligner la vitesse de la sonde spatiale sur celle de la comète. Mais devant le manque de maturité de cette technologie, la NASA se tourne vers la propulsion électrique à l'étude dans cette agence depuis plus de 15 ans.

### Le projet ICM américano-européen

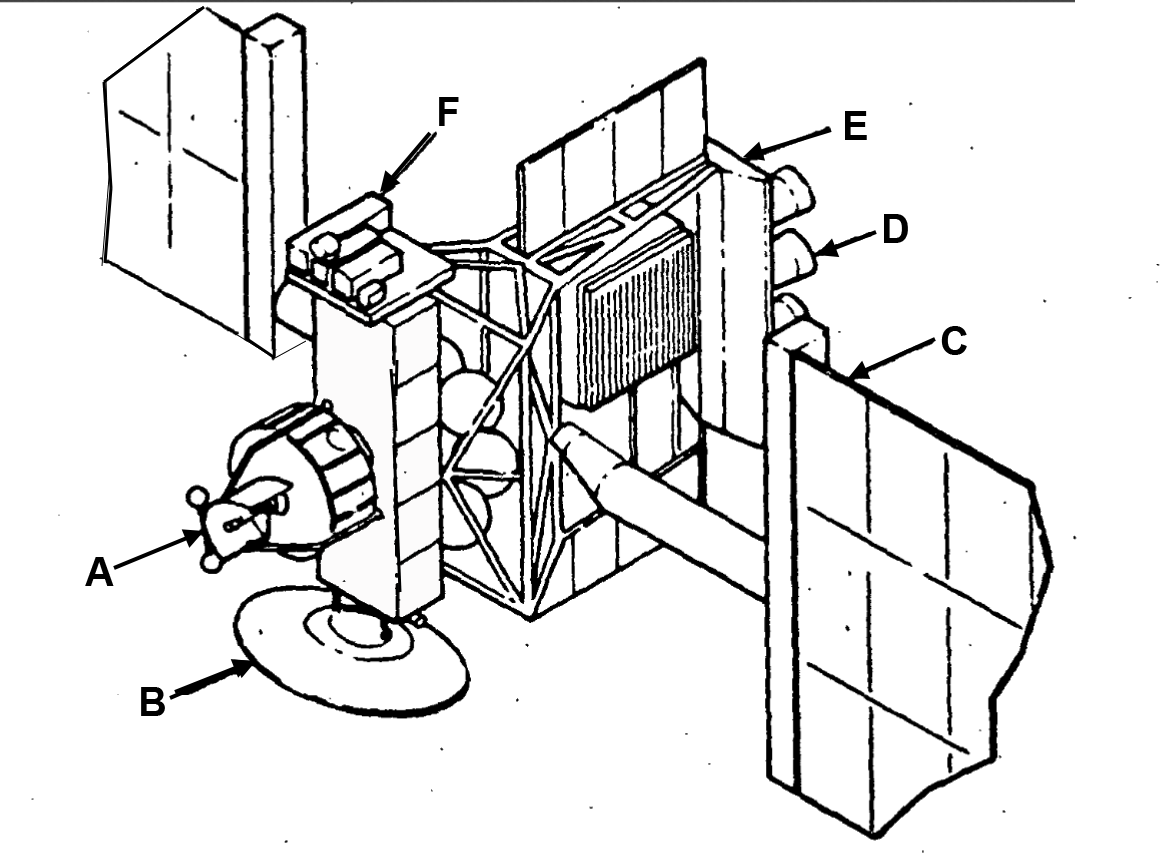
Schéma du projet International-Comet-Mission : A Sonde fille développée par l'agence spatiale européenne - B Antenne grand gain - C Panneaux solaires - D Moteurs ioniques - E Alimentation de la propulsion- F Instrumentation scientifique.

La NASA propose en 1979 de développer une mission spatiale effectuant un rendez-vous avec une autre comète à courte période Tempel 2 (Halley Flyby/Tempel 2 Rendezvous ou HBF/T2R). Celle-ci est relativement brillante, a une périodicité courte (5 ans) et son orbite est bien connue. Tempel est proposée parce que c'est l'une des comètes dont la trajectoire permet un survol à faible vitesse durant la décennie 1980. Le scénario proposé par la NASA prévoit que la sonde principale à destination de Tempel emportera une sonde spatiale secondaire chargée d'effectuer un survol à grande vitesse de la comète de Halley. Le développement de cette dernière sonde, dont l'importance semble de second plan pour les scientifiques américains, est confié à l'Agence spatiale européenne. La mission est baptisée International Comet Mission (ICM). La sonde spatiale américaine de 2,7 tonnes est propulsée par des moteurs ioniques expulsant du mercure dont elle emporte 870 kg. Les panneaux solaires d'une envergure de 64 mètres fournissent 25 kW lorsque la sonde spatiale se situe à une Unité Astronomique du Soleil. De son côté la sonde secondaire développée par l'agence spatiale européenne a une masse comprise entre 150 et 250 kg et est basée sur le satellite ISEE-2. Elle emporte 7 instruments dont un magnétomètre, un analyseur de poussière et un photomètre optique. Comme elle est stabilisée par rotation, elle n'emporte pas de caméra. La mission devait être placée sur une orbite basse par la Navette spatiale américaine. Un étage Interim Upper Stage (IUS) devait fournir la vitesse additionnelle nécessaire pour échapper à l'attraction terrestre. 15 jours avant le survol de Halley, la sonde européenne devait être mise en rotation puis larguée par la sonde américaine. Mais le coût de développement de la navette spatiale américaine ne laisse aucune ressource budgétaire pour ce projet proposé en 1979, date limite compte tenu de la nécessité de lancer ICM dès 1982. La NASA renonce à développer la mission en 1980. Ses partenaires européens découvrent cette décision en lisant un article sur le sujet dans un magazine économique.

### Lancement du projet européen Giotto

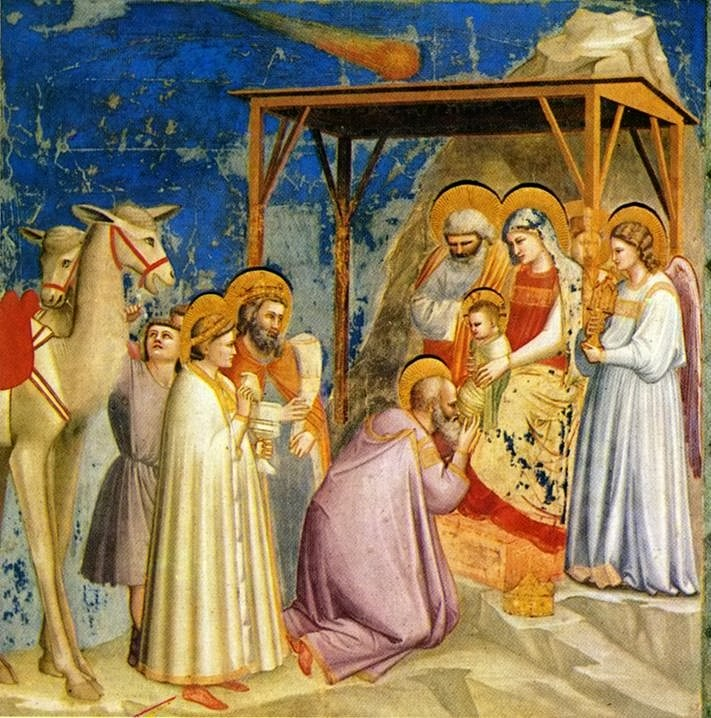
La fresque de l'Adoration des mages de Giotto dans laquelle figure ce qui est peut-être la comète de Halley est à l'origine du nom donné à la mission.

Des ingénieurs et des scientifiques européens travaillent à la même époque sur un autre projet de mission conçu par le professeur Giuseppe Colombo de l'université de Padoue. Ce projet baptisé HAPPEN (Halley Post Perihelio Encounter) propose de lancer deux missions distinctes : HAPPEN 1 doit étudier durant deux ans la queue de la magnétosphère terrestre puis quitter le champ gravitationnel de la Terre et survoler Halley au niveau de son nœud descendant (par rapport au plan de l'écliptique) en mars 1986 tandis que HAPPEN 2 emporte sur un vaisseau mère trois petites sondes chargées également de survoler Halley. Ce projet est conçu initialement comme une solution de rechange de la mission développée avec la NASA. Avec le retrait de celle-ci l'Agence spatiale européenne abandonne le développement de la sonde spatiale secondaire associée à l'intérêt scientifique trop limité. HAPPEN est activé quelques mois plus tard et débouche sur la décision de développer d'une part un satellite destiné à étudier la magnétosphère (celui-ci sera abandonné par la suite) et une mission de survol de Halley qui doit pénétrer dans la chevelure de la comète constituée d'un nuage de particules et de molécules pour réaliser des photos de son noyau. La mission est baptisée Giotto à l'initiative du professeur Giuseppe Colombo : celui-ci avait attiré l'attention sur un article publié un an plus tôt qui émettait l'hypothèse que l'étoile figurant dans une fresque de Giotto réalisée vers 1305 faisait référence au passage de la comète de Halley de 1301.

### L'armada Halley
Giotto n'est pas la seule sonde spatiale développée pour étudier Halley à l'occasion de son passage près du Soleil en 1986. "L'armada" de Halley, comme on l'appelle, comprend quatre autres missions spatiales. L'Union soviétique prévoit de lancer une mission vers Venus à une date proche de celle de l'arrivée de Halley. Celle-ci, baptisée Venera-84, doit larguer un ballon-sonde et d'un atterrisseur dans l'atmosphère de Vénus. Elle est développée en collaboration avec la France qui fournit des instruments scientifiques et des ballons destinés à explorer l'atmosphère de la planète. Les soviétiques, toujours en compétition avec les américains et qui veulent ainsi profiter de l'abandon de la NASA, décident de transformer la mission pour que celle-ci survole la comète de Halley une fois qu'elle a effectué son passage au-dessus de Vénus. La mission est rebaptisée Vega contraction en russe de Venera-Halley. Comme souvent à l'époque, par mesure de précaution deux exemplaires de la sonde spatiale doivent être lancés : Vega 1 et Vega 2. Ces sondes spatiales emportent notamment un spectromètre infrarouge (acronyme de InfraKrasnoie Spektrometer) fourni par des laboratoires français. L'Agence spatiale japonaise dédiée aux missions scientifiques, l'ISAS, de son côté, développe deux sondes spatiales Sakigake et Suisei dont l'objectif principal est d'étudier le vent solaire mais qui doivent passer non loin de la comète dans le cadre de leur mission et doivent recueillir des données à cette occasion.

### Collaboration internationale
Un comité est mis en place - l'Internal Halley Watch - sous l'égide des Nations unies pour coordonner les opérations de ces différentes sondes spatiales, dont Giotto, et limiter les observations redondantes. Sous son égide une campagne d'observation astronomique est lancée pour retrouver la comète qui n'est plus visible depuis qu'elle s'est éloignée du Soleil après son dernier passage en 1910. Des observatoires terrestres du monde entier tentent de retrouver la comète qui se rapproche désormais du Soleil. C'est le télescope de 5 mètres du Mont Palomar qui la détecte le premier en octobre 1982 à 10 secondes de degré de la position prévue. La comète va passer relativement loin de la Terre et s'avèrera beaucoup moins brillante que lors de son passage précédent en 1910.
La décision la plus importante prise par cette commission est d'affiner la trajectoire de Giotto, qui est la dernière mission à survoler Halley, à l'aide des informations fournies par les sondes spatiales Vega. En effet, compte tenu de la vitesse de la comète, des jets de gaz émis et des difficultés soulevées par l'observation d'un objet aussi proche du Soleil, il est difficile de déterminer la trajectoire de Halley depuis la Terre avec une précision inférieure à 3 000 km, une valeur beaucoup trop élevée pour Giotto qui doit passer à moins de 1000 kilomètres du noyau. Les mesures prises par les sondes spatiales Vega doivent permettre de réduire l'erreur à moins de 125 km.

## Développement de la sonde spatiale européenne
Le 8 juillet 1980, le comité scientifique de l'Agence spatiale européenne donne son accord pour le développement de la mission Giotto malgré les critiques des représentants de la France. La date de lancement est fixée à juillet 1985. La NASA propose de lancer la sonde spatiale avec sa navette spatiale mais les européens décident d'utiliser leur propre lanceur. La participation américaine se composera de quelques instruments scientifiques et de la mise à disposition de son réseau de grandes antennes paraboliques pour les communications. Pour limiter le coût et réduire le délai de développement, les responsables du projet décident d'utiliser la même plateforme que le satellite européen GEOS d'étude de la magnétosphère développé par la société British Aerospace. Giotto, qui a une masse au lancement de près d'une tonne, doit être lancé comme charge utile secondaire par une fusée Ariane 3 chargée par ailleurs de placer un satellite de télécommunications sur une orbite géostationnaire. Un moteur d'apogée à propergol solide doit fournir l'accélération de 1,4 km/s nécessaire pour placer la sonde sur une orbite héliocentrique. Mais on ne trouve aucun satellite de télécommunications acceptant les contraintes sur la fenêtre de lancement de Giotto. L'agence spatiale décide d'utiliser un lanceur dédié Ariane 1 moins puissant.

## Objectifs scientifiques de Giotto
À l'époque du lancement de la mission Giotto, on sait très peu de choses sur les comètes. Par exemple on en est réduit à faire des hypothèses en ce qui concernait l'existence et la taille du noyau cométaire. Aussi, des mesures in situ même très simples seraient suffisantes pour répondre à un grand nombre d'interrogations. Les objectifs fixés à la mission Giotto sont les suivants :
- existe-t-il un noyau solide au cœur de la comète ?
- quelle est sa taille, sa forme, son albédo, sa composition, la température de sa surface, sa vitesse et son axe de rotation ?
- existe-t-il des régions particulièrement actives dans le noyau ?
- quelles sont les molécules à l'origine de la chevelure de la comète ?
- quels sont les processus chimiques à l’œuvre dans la chevelure ?
- quelle est la composition élémentaire et isotopique de la poussière produite par les comètes ?
- quelle est la quantité de poussière autour de la comète, quelle est sa distribution en masse/taille ?
- quelles sont les quantités relatives de poussière et de gaz à proximité de la comète ?
- comment interagissent la comète et les particules chargées du vent solaire ?

## Architecture de la mission

Trajectoire de la sonde Giotto.

## Caractéristiques techniques de la sonde spatiale

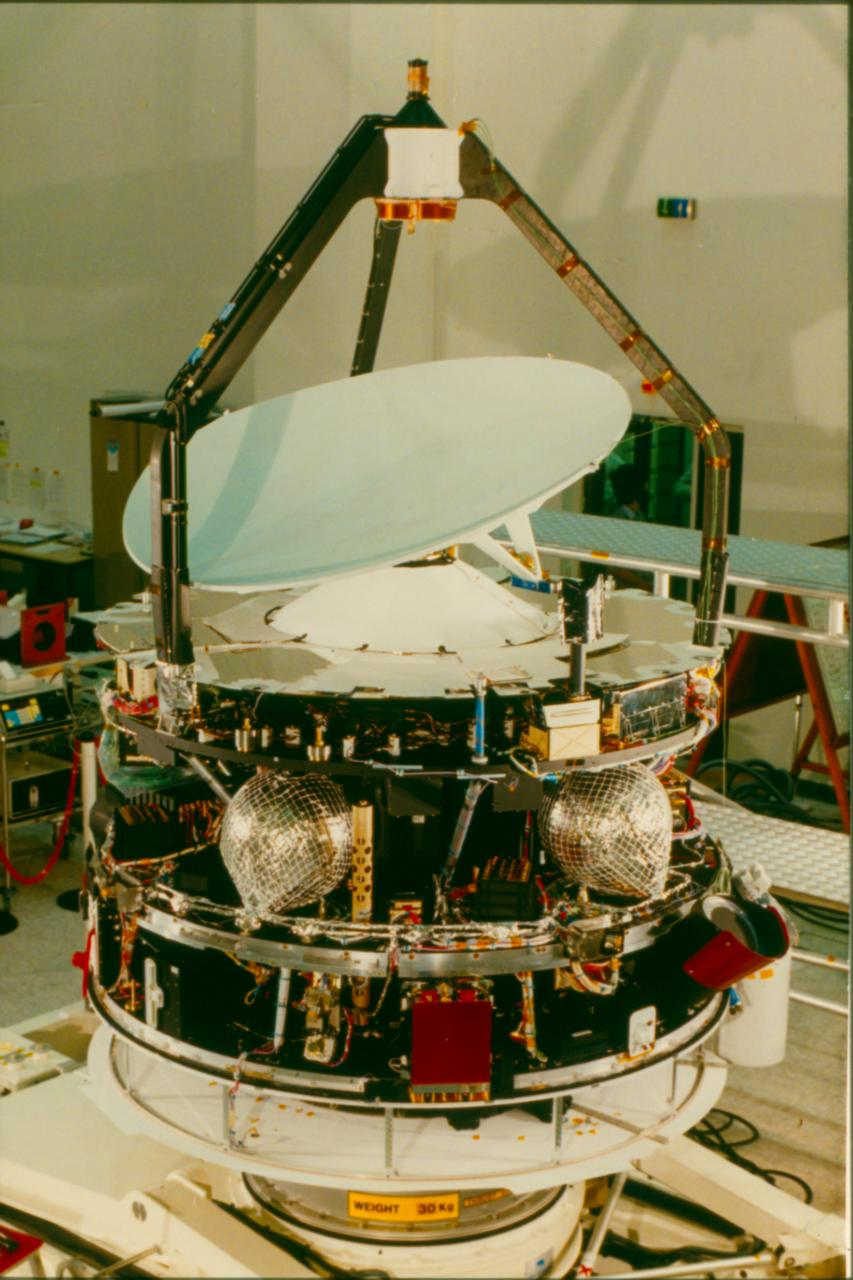
La sonde spatiale avec le bouclier Whipple en bas.

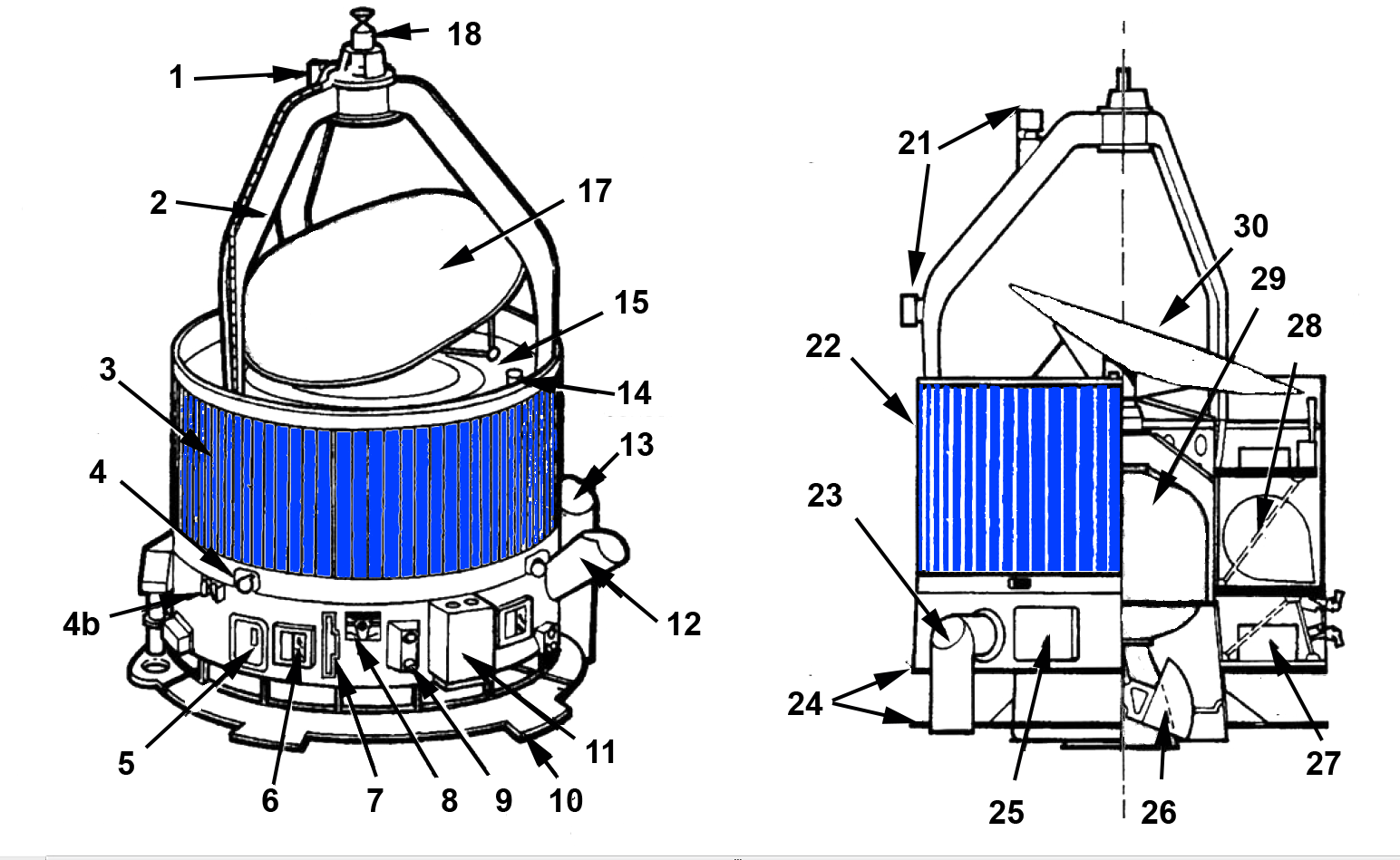
Schéma de la sonde spatiale Giotto : 1 Magnétomètre - 2 Tripode supportant l'antenne faible gain - 3 Panneaux solaires - 4 Moteurs-fusées radiaux et tangentiels - 4b Capteur solaire et de Terre - 5 Capteur d'instrument - 6 Volet du système de contrôle thermique- 7 Capteur d'instrument - 8 Système de sauvegarde - 9 Moteur-fusée fonctionnant dans l'axe - 10 Bouclier avant - 11 Capteur d'instrument - 12 Viseur d'étoiles - 13 Caméra - 14 Capteur d'instrument - 15 Bouclier thermique et radiateur - 17 Antenne parabolique grand gain - 18 Antenne faible gain - 21 Magnétomètres - 22 Panneaux solaires - 23 Caméra - 24 Les deux boucliers Whipple - 25 Système de contrôle thermique - 26 Obturateur de la tuyère du moteur d'apogée - 27 Plateforme supportant les expériences scientifiques - 28 Réservoir d'hydrazine - 29 Moteur d'apogée - 30 Antenne grand gain.

La sonde spatiale Giotto est construite à partir des plans du satellite scientifique européen GEOS (étude de la magnétosphère) construit par British Aerospace pour réduire son coût et le délai des développements. Le satellite est modifié par l'ajout d'une antenne parabolique grand gain et d'un bouclier destiné à le protéger lors du survol de la comète. La sonde spatiale a la forme d'un cylindre de 1,86 mètre de diamètre et de 1 mètre de haut (2,96 mètres hors tout avec l'antenne grand gain) et d'une masse totale au lancement de 985 kg dont 374 kg pour le propergol solide utilisé pour l'injection sur sa trajectoire héliocentrique, 69 kg d'hydrazine utilisée pour les corrections d'orbite et le contrôle d'attitude et 59 kg d'instrumentation scientifique. À l'époque, c'est le plus gros engin spatial lancé par l'Agence spatiale européenne. 
Giotto est construite autour d'un tube central en aluminium qui supporte trois plateformes circulaires sur sa périphérie : la plateforme supérieure sur laquelle est fixée l'antenne grand gain, la plateforme intermédiaire qui accueille l'avionique et quatre réservoirs d'hydrazine pour le contrôle d'attitude et la plateforme inférieure sur laquelle sont fixés les instruments scientifiques ainsi que le viseur d'étoiles utilisé pour déterminer l'orientation de Giotto. À l'intérieur du tube se trouve un moteur d'apogée à propergol solide MAGE 1S chargé d'injecter la sonde spatiale peu après son lancement sur son orbite héliocentrique. Après un usage unique, la tuyère du moteur est obturée par un couvercle pour empêcher des poussières cométaires de se frayer un chemin dans le corps du satellite lors du survol de Halley. Pour le protéger des micro-particules lors du survol de la comète Halley, un bouclier Whipple est fixé à l'opposé de l'antenne grand gain sur la face avant (selon le sens du déplacement) de la sonde spatiale donc juste devant les instruments scientifiques. Ce type de bouclier, inventé par l'astronome américain Fred Whipple est constitué d'une première feuille d'aluminium de 1 mm puis, à une distance de 23 cm, d'une feuille de mylar de 1,2 cm d'épaisseur.
L'antenne parabolique grand gain est positionnée au sommet du satellite en faisant un angle de 44,3° avec l'axe du satellite pour pouvoir être pointée exactement vers la Terre (à 1° près pour ne pas rompre la liaison) au moment du survol de Halley. L'antenne est montée sur un cardan motorisé qui contrebalance exactement le mouvement de rotation de la sonde spatiale pour maintenir l'antenne pointée vers la Terre. L'antenne grand gain est surmontée d'une structure supportant une des deux antennes faible gain de la sonde spatiale ainsi que le magnétomètre. Les échanges de données avec la Terre se font en bande S et X avec un débit maximum au moment du survol de Halley de 29 kilobits par seconde. Il y avait une probabilité non négligeable que, malgré le bouclier, la sonde spatiale ne survive pas au survol, aussi les données recueillies étaient-elles transmises en temps réel et aucun système d'enregistrement n'était-il prévu. Le contrôle d'attitude est assuré par mise en rotation (satellite spinné). La vitesse de rotation est de 90 tours par minute jusqu'à l'insertion du satellite sur sa trajectoire puis réduite à 15 tours par minute. Le corps de la sonde spatiale est recouvert de cellules solaires qui fournissent 285 W en début de mission.

### Instruments scientifiques
| Instrument                         | Description                  | Objectifs | Performances | Masse   | Puissance |
| ---------------------------------- | ---------------------------- | --- | --- | ------- | --------- |
| HMC (Halley Multicolour Camera)    | Caméra couleur               | | Caméra couleur longueur focale f/7,68 Télescope Ritchey-Chrétien résolution spatiale 22 m à une distance de 1 000 km                                                 | 13,5 kg | 11,5 W    |
| NMS (Neutral Mass Spectrometer)    | Spectromètre de masse neutre | | Énergie et masse des atomes d'une masse atomique comprise entre 1 et 36. Énergie comprise entre 20 et 2 110 eV 62 μrad/pixel Résolution spectrale : λ/δλ ∼ 240 – 550 | 12,7 kg | 11,3 W    |
| IMS (Ion Mass Spectrometer)        | Spectromètre de masse        | | Énergie et masse des ions | 9 kg    | 6,3 W     |
| PIA (Dust Mast Spectometer)        | Spectromètre de masse        | Masse et composition (1 à 110 masses atomiques) des particules de poussière                                     | | 9,9 kg  | 9,1 W     |
| DID (Dust Impact Detector)         |                              | Distribution de la masse des particules de poussière                                                            | | 2,3 kg  | 1,9 W     |
| JPA (Johnstone Plasma Analyser)    |                              | | Ions du vent solaire et de la comète de 10 eV à 20 keV, ions cométaires de 100 eV à 70 keV ayant une masse atomique de 1 à 40                                        | 4,7 kg  | 4,4 W     |
| RPA (Rèle Plasma Analyser)         |                              | | Ions du vent solaire et de la comète de 10 eV à 30 keV, ions de 1 à 200 masses atomiques                                                                             | 3,2 kg  | 3,4 W     |
| EPA (Energetic Particles Analyser) |                              | Image tridimensionnelle des protons (15-20 MeV), électrons (15–140 keV) et particules alpha (140 keV-12,5 MeV). | | 1 kg    | 0,7 W     |
| MAG (MAGnetometer)                 | Magnétomètre                 | | 0,004-65 536 nanotesla | 1,4 kg  | 0,8 W     |
| OPE (Optical Probe Experiment)     | Photo-polarimètre            | Mesure de la brillance des bandes de la poussière et de gaz                                                     | | 1,32 kg | 1,2 W     |
| GRE (Radio Science)                | Radio science                | | |         |           |

## Déroulement de la mission

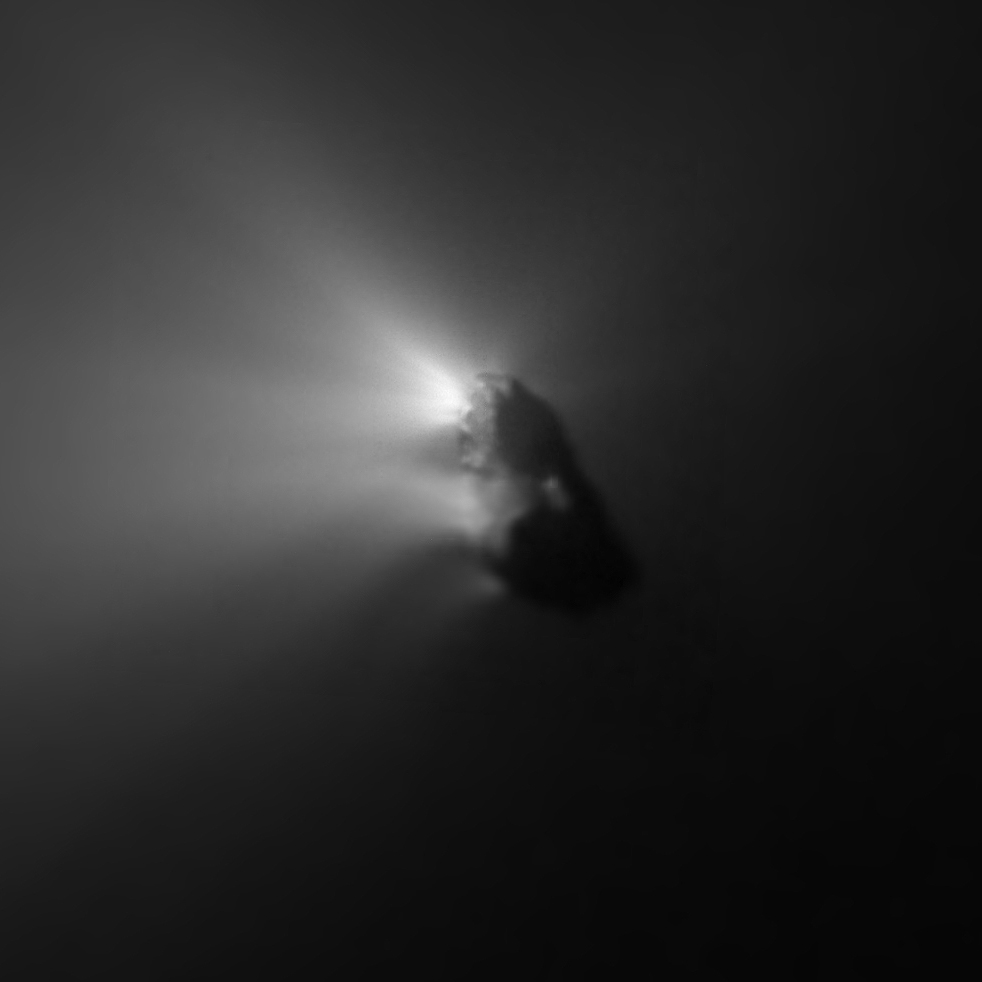
Photo de la comète de Halley prise par la sonde spatiale Giotto lors du survol alors qu'elle se trouve à une distance de 2000 kilomètres.

### Lancement
La sonde spatiale Giotto arrive à la base de lancement de Kourou en Guyane française à la fin du printemps 1985 ; elle est installée au sommet de son lanceur Ariane 1 le 25 juin. Après un bref report du aux conditions météorologiques, la fusée décolle le 2 juillet à 8 heures 23 UTC soit 10 minutes après le début de la fenêtre de lancement d'une heure de ce jour-là. Le lancement se déroule de manière nominale et le troisième étage de la fusée achève sa mission en plaçant la sonde spatiale sur une orbite de parking. Ce sera le seul lancement d'une sonde spatiale interplanétaire effectué par la première génération des fusées Ariane (Ariane 1, 2, 3 et 4). Après être resté un jour et demi sur son orbite d'attente, le moteur d'apogée intégré dans la sonde spatiale est mis à feu : la sonde spatiale quitte le champ gravitationnel de la Terre. Celle-ci est placée sur une orbite héliocentrique avec un apogée de 1,078 U.A. et un périgée de 0,731 U.A. Une quantité d'ergols importante était réservée pour corriger l'erreur de trajectoire découlant des petites erreurs de l'angle de poussée du moteur d'apogée mais le fonctionnement de celui-ci est quasi parfait. Avec les ergols restant les responsables de la mission commencent à envisager de prolonger la mission après le survol de la comète Halley.

### Transit vers la comète
La sonde spatiale fonctionne sans anomalie notable durant son transit vers la comète. Les instruments scientifiques sont étalonnés et commencent à recueillir des données. Les champs et les particules sont mesurés régulièrement et deux à trois autres observations scientifiques sont réalisées par semaine. Le 10 aout la caméra est étalonnée en la pointant sur Jupiter et l'étoile Véga. Des images de la Terre (27 pixels) sont prises à une distance de 20 millions de kilomètres (60 fois la distance Terre-Lune). Le 27 aout la sonde spatiale utilise son système de propulsion pour modifier son vecteur vitesse de 7,4 m/s afin que sa trajectoire l'amène à moins de 4000 kilomètres de la position de la comète prévue. Mais celle-ci n'est connue qu'avec une précision de 3000 kilomètres. Giotto étant la dernière des missions de l'armada Halley à survoler la comète, un projet baptisé Pathfinder avait été mis sur pied avant son lancement pour améliorer cette précision en utilisant les données fournies par les deux sondes soviétiques Vega. Le réseau d'antennes Deep Space Network de la NASA est utilisé pour déterminer avec une grande précision la position des deux sondes Vega en relevant le signal de leur balise répondeuse tandis que les soviétiques fournissent les données de pointage des caméras dont l'objectif est centré sur le noyau. En combinant ces mesures l'incertitude sur la position de la comète au moment du rendez-vous est abaissée à 125 kilomètres.

### Le survol de Vega 1
Le 12 février 1986 Giotto effectue une deuxième correction de trajectoire (delta-V de 0,566 m/s) pour passer du côté de la face éclairée du noyau de la comète. Alors que la sonde spatiale se rapproche de la comète, les télescopes terrestres soviétiques et européens effectuent de nombreuses observations en février et mars pour préciser l'orbite de la comète ainsi que la forme des jets de gaz émis dans le but d'optimiser la trajectoire des sondes spatiales et de régler leurs instruments. Les sondes soviétiques Vega 1 et Vega 2 sont les premières à survoler Halley. Vega 1 commence à prendre des photos de celle-ci le 4 mars alors qu'elle se trouve à 14 millions de kilomètres de celle-ci. Giotto qui se trouve alors 59 millions de kilomètres effectue également une première photo de celle-ci le même jour. Vega 1 commence à détecter des molécules d'eau en provenance de la comète ionisées et accélérées par le vent solaire alors qu'elle se trouve à 10 millions de kilomètres de Halley. Vega survole la comète le 6 mars. Son magnétomètre commence par relever un renforcement du champ magnétique à 3h46 TU alors qu'elle se trouve à 1,1 million de kilomètres. Cet événement correspond à la région de l'espace où le champ magnétique solaire se heurte au gaz ionisé issu de la comète. Le détecteur américain de poussières embarqué sur Vega 1 détecte les premières poussières de la queue alors que la sonde spatiale se trouve à 637000 kilomètres du noyau. Elles se révèlent d'une taille beaucoup plus faible que ce qui était prévu. La caméra parvient à détecter de manière plus précise le noyau alors que celui-ci n'est plus qu'à 50 000 kilomètres. L'image fait apparaitre deux zones brillantes distinctes. Le choc des poussières met hors service un premier instrument à 28 600 kilomètres. Vega 1 survole le noyau à 7h20 UTC en passant à une distance de 8 890 kilomètres et à une vitesse de 79,2 km/s. Le détecteur de poussières enregistre au moment de ce passage un pic brutal du nombre de particules qui passe de 100 à 40 000 par seconde. Alors que la sonde spatiale s'est éloignée de 45 000 kilomètres du noyau les instruments détectent la traversée d'un jet de gaz de 500 kilomètres de large. A l'issue de ce survol 55% des cellules solaires ne fonctionnent plus et deux des instruments, montés sur les panneaux solaires, sont hors service.

### Le survol effectué parSuisei
La sonde spatiale japonaise Suisei commence ses observations du vent solaire le 27 septembre 1985 et avec sa caméra ultraviolet en novembre . Les observations effectuées semblent montrer une oscillation périodique de 53 heures de la luminosité produite par le nuage d'hydrogène entourant la comète qui est interprétée comme correspondant à la période de rotation de son noyau. La sonde spatiale passe à moins de 160000 kilomètres du noyau le 8 mars à 13h06 UTC. Elle est percutée à deux reprises par des particules de l'ordre du milligramme et du microgramme qui modifient son orientation et sa vitesse de rotation (il s'agit d'une sonde spinnée). Elle ne prend aucune image de près mais parvient à déterminer la présence d'ions de vapeur d'eau de monoxyde de carbone et de dioxyde de carbone dans les gaz d'origine cométaire. Des images prises de plus loin sur une période de 58 heures montrent plusieurs éruptions de poussière qui semblent confirmées par les observations effectuées par les autres sondes spatiales.

### Le survol de Vega 2
Alors que Vega 1 et Suisei s'éloignent de la comète, c'est au tour de Vega 2 d'entrer en scène. Cette sonde spatiale commence à prendre des photos de Halley le 7 mars dans le but de préciser la position de son noyau. Le survol a lieu le 9 mars. L'entrée dans la zone d'influence de la comète se produit alors que la sonde spatiale se situe à une distance de 1,5 million de kilomètres. Mais cette influence, signalée dans un premier temps par une augmentation de la température du plasma, est beaucoup moins marquée que dans le cas de Vega 1 et les premières poussières ne sont détectées qu'à 280 000 kilomètres soit à une distance deux fois moins importante. La sonde spatiale traverse une première zone de poussières plus dense à 150 000 kilomètres et connaitra un nouveau pic 50 000 kilomètres après le survol. La faible densité de la poussière est mise sur le compte d'une orientation différente de la comète : au moment du survol les zones actives (émettant des jets de poussière) ne sont pas tournées vers le Soleil ce qui contribue à confirmer la période de rotation de 52 heures qui situerait le passage de Vega 2 une rotation et demi après celle de Vega 1. 32 minutes avant le survol, le processeur chargé de pointer la plateforme orientable supportant la caméra et les spectromètres tombent en panne et c'est un système de secours, moins précis qui doit prendre le relais. 700 photos sont prises durant le survol qui a lieu à 7h20 TU, à une distance de 8030 kilomètres et à une vitesse de 76,8 kilomètres par seconde. Les images prises sont plus floues que ce qui était espéré compte tenu de la densité plus faible de poussière. Le spectromètre à plasma parvient à identifier les gaz les plus abondants avant de tomber en panne : ce sont les ions de l'eau suivis de ceux du dioxyde de carbone. Un pic dans le spectre est attribué à la présence de fer. De toutes les sondes de l'"armada Halley", Vega 2 est celle qui subit les dégâts les plus importants. Les trois capteurs du magnétomètre sont perdus ainsi qu'un des détecteurs acoustiques de poussière tandis que les panneaux solaires perdent 80% de leurs cellules solaires. Les détecteurs d'ondes de plasma sont en partie endommagés. Bien que diminuée la sonde spatiale parvient à effectuer deux séries supplémentaires de photos après le survol les 10 et 11 mars et à transmettre celles-ci. Les photos les plus nettes prises à faible distance montrent un noyau patatoïdal en forme de cacahuète long de 14 kilomètres pour une largeur de 7,5 kilomètres. Ces images permettent d'exclure la présence de plusieurs noyaux distincts et de valider l'hypothèse émise trois décennies plus tôt par l'astronome Whipple qui avait avancé que le noyau était une boule de neige sale. Mais à la surprise générale l’albédo mesuré est particulièrement faible (4%) similaire à celui du charbon alors que la communauté scientifique s'attendait à celle d'une boule de glace (donc proche de 100 %). Comme l'indique la présence de jets distincts le processus de sublimation à l'oeuvre à la surface n'est pas uniforme ce qui contredit une autre des hypothèses de Whipple. On distingue sur les photos deux centres brillants émetteurs de jets particulièrement puissants et cinq ou six jets étroits. Un des résultats plus importants est la mesure de la température de la surface comprise entre 300 et 400 kelvin c'est-à-dire beaucoup plus que ce qui était prédit sur la base du modèle de la boule de glace. Pour expliquer ces divergences par rapport aux modèles avancés, les scientifiques soviétiques émettent l'hypothèse que le noyau de glace est recouvert d'une fine croute de couleur sombre épaisse de quelques millimètres. À certains endroits cette croûte disparait ce qui permet une sublimation plus importante et est à l'origine des jets observés. Les instruments des deux sondes Vega permettent de déterminer qu'au moment du survol, Halley éjecte chaque seconde 40 tonnes de vapeur d'eau et plusieurs dizaines de tonnes de poussière (moitié moins lors du survol de Vega 2 qui a lieu trois jours après celui de Vega 1).

### Le survol de Giotto
- La sonde spatiale survole la comète après avoir parcouru 150 millions de km en 8 mois.

- rencontre avec le noyau cométaire de Halley dans la nuit du 13 au 14 mars 1986 à 596 km.
- 12 000 impacts sont enregistrés au moment de la traversée de la chevelure. L'impact le plus violent, 7 secondes et demie avant que la sonde n'atteigne le point le plus rapproché de la comète, enverra celle-ci tournoyer sur elle-même et perdre momentanément le contact avec la Terre. La vitesse relative par rapport au noyau cométaire avoisinait alors les 68 km/s.
- mise en hibernation le 2 avril 1986.

### Survol de la comète Grigg-Skjellerup
- sonde réactivée le 19 février 1990.
- retour le 2 juillet 1990 vers la Terre, que la sonde rase à une distance de 22 730 km, afin de changer son orbite par assistance gravitationnelle.
- remise en hibernation.
- rendez-vous le 9 juillet 1992 avec une seconde comète : 26P/Grigg-Skjellerup à 215 millions de km de la Terre.

## Résultats scientifiques

timbre de l'Allemagne de l'Ouest émis en 1986 pour célébrer le survol de la comète par la sonde Giotto.

Les images permirent de constater que le noyau de la comète avait la forme d'une cacahuète sombre, longue de 15 km dont la largeur était comprise entre 7  et   10 km. Seuls 10 % de la surface étaient actifs avec 3 jets de dégazage du côté du Soleil. Les analyses montrèrent que la comète formée il y 4,5 milliards d'années était composée de volatils (essentiellement de l'eau) qui s'étaient condensés sous forme de poussière interstellaire. La comète était restée pratiquement inchangée depuis sa création.
Le matériau éjecté par la comète était composé de :
- 80 % d'eau ;
- 10 % de monoxyde de carbone ;
- 2,5 % d'un mélange de méthane et d'ammoniac ;
- d'autres hydrocarbures, du fer, et du sodium furent trouvés sous forme de traces.

Giotto permit de découvrir que le noyau était plus sombre que du charbon ce qui était sans doute dû à l'épaisseur de la couche de poussière.
La surface du noyau était accidentée et poreuse avec une densité du noyau faible de l'ordre de 0,3 gramme/cm3. L'équipe de Sagdeev l'estima à 0,6 g/cm3 mais SJ Peale précisa que toutes les estimations comportaient de telles erreurs de mesure qu'elles ne pouvaient pas être considérées comme fiables.
La quantité de matériel éjecté était de 3 tonnes par seconde par l'intermédiaire de 7 jets ce qui déclenchait une oscillation de la comète avec une longue périodicité.
La poussière éjectée avait la taille de particules de fumée de cigarette, dont la masse était comprise entre 10 × 10−20 kg et 40 × 10−5 kg. Bien que la masse de la particule qui envoya la sonde tournoyer n'ait pas été mesurée, elle fut estimée entre 0,1  et   1 gramme d'après les effets produits.
Il existait deux types de poussière :
- l'une composée d'un mélange de carbone, d'hydrogène, d'azote et d'oxygène ;
- l'autre avec du calcium, du fer, du magnésium et du sodium.

La distribution statistique des éléments légers à l'exclusion de l'azote (hydrogène, carbone et oxygène) était la même que celle du Soleil. En conséquence, la comète était composée des éléments les plus primitifs du système solaire.
Le spectromètre de masse à plasma et à ions montra que la surface de Halley était riche en carbone.

## Premières
La sonde Giotto a à son actif plusieurs premières :
- première mission spatiale européenne en espace lointain ;
- premières photographies rapprochées d'un noyau cométaire, celui de la comète de Halley ;
- première sonde spatiale dont l'orbite a été modifiée par appui gravitationnel terrestre ;
- record de passage à proximité d'un noyau cométaire : à 200 km de 26P/Grigg-Skjellerup ;
- seule sonde à avoir croisé deux comètes ;
- a trouvé des traces de matière organique dans le noyau cométaire ;
- première sonde à être réactivée après avoir été placée en sommeil.

## Les suites du programme Giotto
Giotto a apporté de nombreuses réponses mais a également soulevé de nouvelles questions. Quelques semaines avant le lancement de Giotto, les planétologues européens se sont réunis à Zurich pour préparer le programme scientifique à long terme de l'Agence spatiale européenne baptisé Horizon 2000. Parmi les projets sélectionnés figuraient une mission de retour d'échantillons de comète baptisée Comet-Nucleus Sample Return (CNSR) qui devait constituer la suite de Giotto. Le projet devait être développé avec la NASA mais après le retrait de cette agence spatiale au milieu des années 1990, les caractéristiques de la mission, désormais uniquement européenne et rebaptisée Rosetta, changent. Il s'agit désormais d'un orbiteur avec un petit atterrisseur. La mission est lancée en 2004 et se place en orbite autour de la comète 67P/Tchourioumov-Guérassimenko en 2014. La NASA développe de son côté trois missions à coût réduit dans le cadre de leur programme Discovery : Stardust, lancée en 1999, survole à 240 km la comète Wild 2 en 2004 et ramène sur Terre des échantillons de sa queue en 2006. CONTOUR, chargée de survoler au moins deux comètes, est victime d'une défaillance de sa propulsion principale peu après son lancement en 2002. Enfin, Deep Impact lancée en 2005 envoie un projectile sur la comète Tempel 1 pour étudier les débris soulevés par l'impact.

## Origine du nom de la sonde spatiale

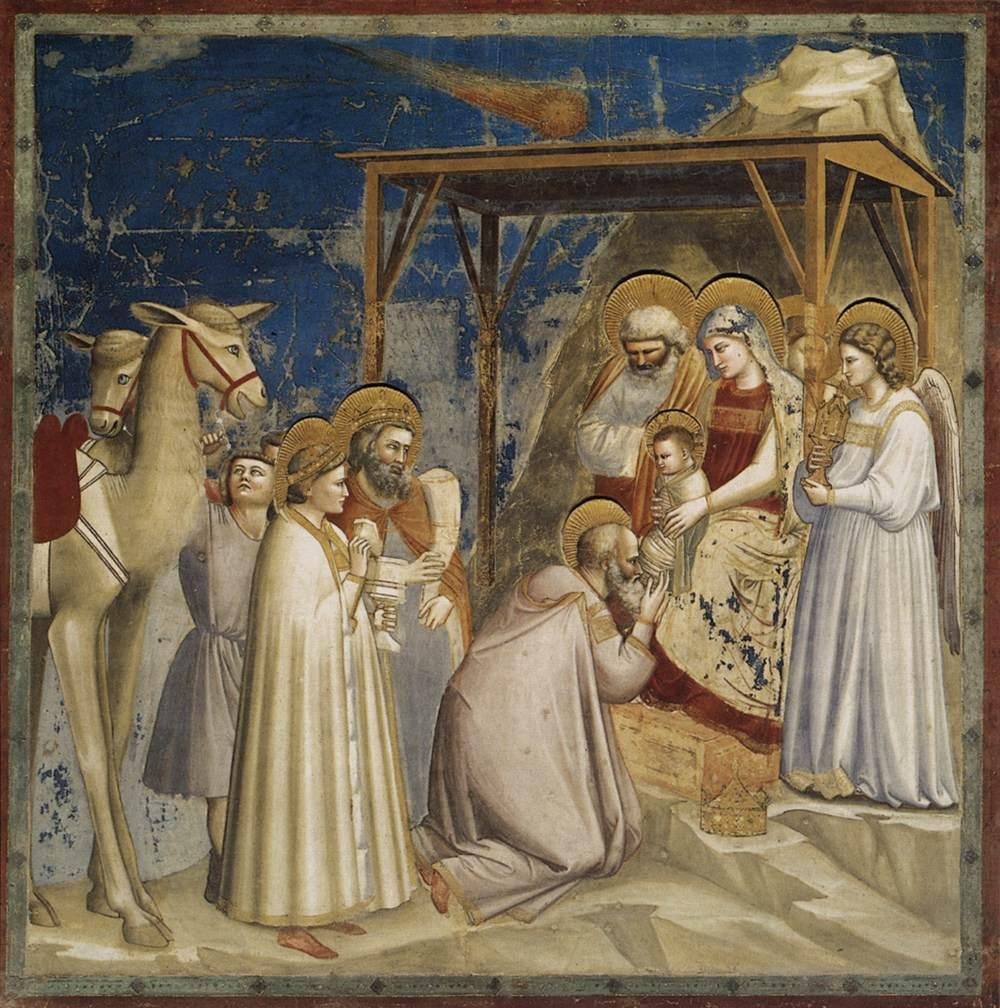
Fresque de l’Adoration des mages par Giotto. La comète est visible au dessus du toit.

Le nom donné à la sonde spatiale, Giotto, fait référence au peintre florentin Giotto di Bondone qui, sur une fresque de la chapelle des Scrovegni à Padoue datée de 1305 et représentant l'« Adoration des mages », a illustré « l'étoile de Bethléem » sous forme d'une comète. Il fut sans doute inspiré par le passage en 1301 de la comète de Halley, vue par ses contemporains comme un phénomène météorologique,,.